# Nicola White
Nicola White (Oldham, 20 de janeiro de 1988) é uma jogadora de hóquei sobre a grama britânica que já atuou pela Seleção Britânica de Hóquei sobre a grama.

## Olimpíadas de 2012
Nicola White conquistou uma medalha de bronze nas Olimpíadas de Londres de 2012. A seleção do Reino Unido terminou a fase inicial do torneio olímpico em segundo lugar do seu grupo, com três vitórias em cinco jogos. Na semifinal, as anfitriãs britânicas perderam para as leonas argentinas por 2 a 1. Mas na disputa do terceiro lugar, Nicola White e suas companheiras de equipe conseguiram uma vitória de 3 a 1 sobre a Nova Zelândia e ficaram com o bronze.